# Vandaalse oorlog van 422
De Vandaalse Oorlog van 422 was een militair conflict binnen het West-Romeinse Rijk. De oorlog speelde zich af in de provincie Baetica waar de Romeinen ten strijde trokken  tegen de Vandalen en Alanen die zich sinds 409 in het Diocees Hispania hadden gevestigd. Het keizerlijk leger stond onder leiding van generaal Castinus en was versterkt met Gotische hulptroepen.

## Achtergrond
Het diocees Hispania was in 418 - na een onstuimige periode van opstanden en barbaarse invallen - opnieuw onder centraal Romeins heerschappij geplaatst. In de vier belangrijkste provincies was de bestuurstructuur herstelt en met de komst van nieuwe eenheden onder comes Asterius werd het Palatini-leger op sterkte gebracht. Diens Spaanse veldtocht uit 420 was evenwel niet afdoende geweest om de laatste opstandige provincie Gallaecia helemaal onder controle te krijgen. Het maakte weliswaar een eind aan de usurpatie van Maximus, maar de Vandalen slaagden erin te vluchten en maakten nu de provincie Baetica onveilig. Het duurde tot 422 voordat het rijk aanslalten maakte een leger te sturen om aan deze plaag een einde te maken. 

### Rivaliteit aan het keizerlijk hof
In september 421 stierf keizer Constantius III die samen met Honorius het westerse rijk bestuurde. Na zijn dood brak er een machtsstrijd uit binnen de regering tussen Galla Placidia, de weduwe van Constantius III en Honorius.  Volgens historici verwierf Castinus als belangrijkste militaire commandant in die periode aanzienlijke invloed bij keizer Honorius, en speelde een grote rol in het tegenwerken van Placida. Hij werd door de keizer in 422 aangesteld als magister utriusque militiae, d.w.z. opperbevelhebber van het Romeinse leger. Deze benoeming ging ten koste van Bonifatius, een andere invloedrijke militair, die - dankzij zijn goede relatie met Placidia - over de crusiale militaire post van comes rei militaris beschikte in het Diocees Africa.

## Aanloop

### Voorbereiding van de campagne
Castinus als hoogste militair bemoeide zich intensief met de voorbereidingen van de veldtocht tegen de Vandalen. Uit Palitani-eenheden van de belangrijkste legergroep in Italië, werd een legermacht gevormd om de campagne uit te voeren en om het te versterken werden Gotische foederati uit Aquitania toegevoegd.   De Gotische troepen die de expeditie ondersteunden werden geleid door lokale aanvoerders. Direct bewijs dat de Gotische rex Theodorik betrokken was bij de gebeurtenissen ontbreekt.    
Keizer Honorius stelde Bonifatius formeel in een positie onder Castinus, waarmee de bucellari van Bonifatius aan het leger zouden worden toegevoegd. Deze benoeming bleek achteraf een slechte zet, want de twee militairen waren elkaars rivalen en er ontstonden al spoedig meningsverschillen die ertoe leidde dat Bonifatius Ravenna verliet en naar Afrika vertrok. Een oproep om naar Ravenna terug te keren legde hij naast zich neer.

### Sterke van de legers
Zonder Bonifatius bucellari vertrok Castinus in de loop van 422 naar Hispania. Ook zonder de troepen van Bonifatius beschikte hij over een groot leger dat in staat werd geacht om de dreiging van Vandalen en Alanen het hoofd te bieden. De klassieke bronnen geven geen aantallen, maar  historici als Heather en Elton schatten de grote tussen de 10.000 en 15.000 soldaten (inclusief Gotische foederati). Dat was groot naar maatstaven van die tijd, maar zeker niet een reusachtig leger zoals in de 4e eeuw. De legermacht van de Vandalen en Alanen moet ongeveer van een zelfde grote zijn geweest.

## De confrontatie met de Vandalen
Volgens het verslag van Hydatius verliep Castinus optreden in eerst instantie voorspoedig. In Baetica (waar precies is niet overgeleverd) slaagden zijn troepen erin de Vandalen en Alanen op te sporen en in het nauw te drijven. Vervolgens maakte hij aanstalten om hen in een open veldslag de genadeklap te geven, maar in de uitvoering ging het mis. Door onbekende oorzaken deserteerden de Goten en liepen over naar de Vandalen. Heather wijt dit toe aan interne spanningen binnen het Romeinse leger veroorzaakt door te weinig voorraden, terwijl Wijnendaele suggereert dat opzet in het spel was. Door geen graan, geld of troepen te sturen trachtte Bonifatius Castinus positie te verzwakken. Zonder de Gotische steun werden de troepen van Castinus beslissend verslagen door de Vandalen. Sommige historici vermoeden dat het verslagen Romeinse leger na de nederlaag zich terugtrokken naar Tarroco, maar hiervoor bestaat geen expliciet bewijs. Zij baseren zich op Hodgkin  die suggereerde dat Castinus zich richting Tarraconensis terugtrok.

### Vredesbesprekingen
Ondanks de Romeinse nederlaag kwam kort hierna een vredesregeling tot stand die de Vandalen toestemming gaven om zich te vestigen in Baetica. Dit verdrag zou overigens niet lang standhouden, want het viel in de jaren 425-426 alweer uiteenviel.

## Gevolgen en verdere gebeurtenissen
Na zijn mislukte campagne in Hispania keerde Castinus met zware verliezen terug naar Italië. Zijn nederlaag betekende een groot gezichtsverlies. Desalniettemin behield hij zijn functie als opperbevelhebber en behoorde daarmee tot de leidende hofpartij in Ravenna. Onder historici overheerst de opvatting dat de onderlinge rivaliteit tussen Castinus en Bonifatius indirect bijdroeg aan de mislukking van de campagne. Bonifatius weigering om de benodigde steun uit Afrika (manschappen en voorraden) te leveren zou hierin crusiaal zijn geweest. 
De Romeinse nederlaag betekende dat hun poging om de Vandalen uit Baetica te verdrijven compleet faalde. De Vandalen onder hun koning rex Gunderic, verstevigde hun positie in Zuidwest-Hispania. Zij behielden vooral controle over Baetica en delen van Cathagensis. Ze vestigden zich vooral rond de stad Sevilla (Hispalis).  De grootste stad en strategisch gunstig gelegen. Volgens Hydatius bleven de Vandalen actief, maar was hun positie onzeker. Zij hadden vijanden: de Sueven in Gallaecia, de lokale Romeinse milities en groepen als de Bagauden. Ook was er sprake van voedseltekorten en druk van Germaanse rivalen. Toen Gunderic in 428 overleed werd hij opgevolgd door zijn halfbroer Geiseric. Deze nam de radicale beslissing om Hispania te verlaten en over te steken naar Africa. Drie jaar later, in 429, vond deze oversteek plaats en begon een nieuwe oorlog die de Vandalen uiteindelijk de controle zou geven over het diocees Africa.